# Tropicale Amissa Bongo 2017
La 12e édition de la Tropicale Amissa Bongo eut lieu du 27 février au 5 mars 2017. La course fait partie du calendrier UCI Africa Tour 2017 en catégorie 2.1.

## Présentation
Traditionnellement disputée au mois de janvier, la Tropicale Amissa Bongo est, cette année, déplacée à la fin du mois de février en raison de la Coupe d'Afrique des nations de football qui se déroule au Gabon en janvier.

### Équipes
Classée en catégorie 2.1 de l'UCI Africa Tour, la Tropicale Amissa Bongo est par conséquent ouverte aux WorldTeams dans la limite de 50 % des équipes participantes, aux équipes continentales professionnelles, aux équipes continentales et aux équipes nationales.
Quinze équipes participent à cette Tropicale Amissa Bongo - deux équipes continentales professionnelles, trois équipes continentales et dix équipes nationales :
| Équipes continentales professionnelles (2)- Delko Marseille Provence KTM - Direct Énergie Équipes continentales (3)- Interpro Academy - Minsk Cycling Club - Bike Aid Équipes nationales (10)- Algérie - Érythrée - Burkina Faso - Cameroun - Côte d'Ivoire - Éthiopie - Gabon - Maroc - Rwanda - Sénégal |
| |

## Étapes
| Étape     | Date    | Villes étapes             | type            | Distance (km) | Vainqueur d'étape  | Leader du classement général |
| --------- | ------- | ------------------------- | --------------- | ------------- | ------------------ | ---------------------------- |
| 1re étape | 27 fév. | Moanda – Akiéni           | étape vallonnée | 147           | Mikel Aristi       | Mikel Aristi                 |
| 2e étape  | 28 fév. | Lékoni – Franceville      | étape vallonnée | 98            | Tony Hurel         | Mikel Aristi                 |
| 3e étape  | 1 mars  | Mounana – Koulamoutou     | étape vallonnée | 157           | Stanislau Bazhkou  | Stanislau Bazhkou            |
| 4e étape  | 2 mars  | Fougamou – Lambaréné      | étape de plaine | 110           | étape annulée      | Stanislau Bazhkou            |
| 5e étape  | 3 mars  | Lambaréné – Kango         | étape de plaine | 140           | Yohann Gène        | Yohann Gène                  |
| 6e étape  | 4 mars  | Cap Estérias – Libreville | étape vallonnée | 132,6         | Oleksandr Golovash | Yohann Gène                  |
| 7e étape  | 5 mars  | Owendo – Libreville       | étape de plaine | 137,5         | Meron Abraham      | Yohann Gène                  |

## Déroulement de la course

### 1reétape
| Classement de l'étape | Classement de l'étape  | Classement de l'étape | Classement de l'étape        | Classement de l'étape |
|                       | Coureur                | Pays                  | Équipe                       | Temps                 |
| --------------------- | ---------------------- | --------------------- | ---------------------------- | --------------------- |
| 1er                   | Mikel Aristi           | Espagne               | Delko-Marseille Provence-KTM | en 3 h 42 min 59 s    |
| 2e                    | Tony Hurel             | France                | Direct Énergie               | m.t                   |
| 3e                    | Stanislau Bazhkou      | Biélorussie           | Minsk CC                     | m.t                   |
| 4e                    | Yohann Gène            | France                | Direct Énergie               | m.t                   |
| 5e                    | Meron Teshome          | Érythrée              | Bike Aid                     | m.t                   |
| 6e                    | Meron Abraham          | Érythrée              | Équipe nationale d'Érythrée  | m.t                   |
| 7e                    | Soufiane Sahbaoui      | Maroc                 | Équipe nationale du Maroc    | m.t                   |
| 8e                    | Siarhei Papok          | Biélorussie           | Minsk CC                     | m.t                   |
| 9e                    | Abdelkader Belmokhtar  | Algérie               | Équipe nationale d'Algérie   | m.t                   |
| 10e                   | Asbjørn Kragh Andersen | Danemark              | Delko-Marseille Provence-KTM | m.t                   |
| modifier              |                        |                       |                              |                       |

| Classement général | Classement général | Classement général | Classement général           | Classement général |
|                    | Coureur            | Pays               | Équipe                       | Temps              |
| ------------------ | ------------------ | ------------------ | ---------------------------- | ------------------ |
| 1er                | Mikel Aristi       | Espagne            | Delko-Marseille Provence-KTM | en 3 h 42 min 48 s |
| 2e                 | Tony Hurel         | France             | Direct Énergie               | + 5 s              |
| 3e                 | Stanislau Bazhkou  | Biélorussie        | Minsk CC                     | + 7 s              |
| 4e                 | Martin Laas        | Estonie            | Delko-Marseille Provence-KTM | + 8 s              |
| 5e                 | Nikodemus Holler   | Allemagne          | Bike Aid                     | + 10 s             |
| 6e                 | Yohann Gène        | France             | Direct Énergie               | + 11 s             |
| 7e                 | Meron Teshome      | Érythrée           | Bike Aid                     | + 11 s             |
| 8e                 | Meron Abraham      | Érythrée           | Équipe nationale d'Érythrée  | + 11 s             |
| 9e                 | Soufiane Sahbaoui  | Maroc              | Équipe nationale du Maroc    | + 11 s             |
| 10e                | Siarhei Papok      | Biélorussie        | Minsk CC                     | + 11 s             |
| modifier           |                    |                    |                              |                    |

### 2eétape
| Classement de l'étape | Classement de l'étape  | Classement de l'étape | Classement de l'étape        | Classement de l'étape |
|                       | Coureur                | Pays                  | Équipe                       | Temps                 |
| --------------------- | ---------------------- | --------------------- | ---------------------------- | --------------------- |
| 1er                   | Tony Hurel             | France                | Direct Énergie               | en 2 h 19 min 32 s    |
| 2e                    | Mikel Aristi           | Espagne               | Delko-Marseille Provence-KTM | m.t                   |
| 3e                    | Stanislau Bazhkou      | Biélorussie           | Minsk CC                     | m.t                   |
| 4e                    | Asbjørn Kragh Andersen | Danemark              | Delko-Marseille Provence-KTM | m.t                   |
| 5e                    | Siarhei Papok          | Biélorussie           | Minsk CC                     | m.t                   |
| 6e                    | Alexandre Pichot       | France                | Direct Énergie               | m.t                   |
| 7e                    | Nikodemus Holler       | Allemagne             | Bike Aid                     | m.t                   |
| 8e                    | Meron Abraham          | Érythrée              | Équipe nationale d'Érythrée  | m.t                   |
| 9e                    | Tesfom Okubamariam     | Érythrée              | Interpro Academy             | m.t                   |
| 10e                   | Soufiane Sahbaoui      | Maroc                 | Équipe nationale du Maroc    | m.t                   |
| modifier              |                        |                       |                              |                       |

| Classement général | Classement général     | Classement général | Classement général           | Classement général |
|                    | Coureur                | Pays               | Équipe                       | Temps              |
| ------------------ | ---------------------- | ------------------ | ---------------------------- | ------------------ |
| 1er                | Mikel Aristi           | Espagne            | Delko-Marseille Provence-KTM | en 6 h 2 min 14 s  |
| 2e                 | Tony Hurel             | France             | Direct Énergie               | + 1 s              |
| 3e                 | Stanislau Bazhkou      | Biélorussie        | Minsk CC                     | + 9 s              |
| 4e                 | Yohann Gène            | France             | Direct Énergie               | + 14 s             |
| 5e                 | Nikodemus Holler       | Allemagne          | Bike Aid                     | + 16 s             |
| 6e                 | Siarhei Papok          | Biélorussie        | Minsk CC                     | + 17 s             |
| 7e                 | Asbjørn Kragh Andersen | Danemark           | Delko-Marseille Provence-KTM | + 17 s             |
| 8e                 | Meron Abraham          | Érythrée           | Équipe nationale d'Érythrée  | + 17 s             |
| 9e                 | Soufiane Sahbaoui      | Maroc              | Équipe nationale du Maroc    | + 17 s             |
| 10e                | Alexandre Pichot       | France             | Direct Énergie               | + 17 s             |
| modifier           |                        |                    |                              |                    |

### 3eétape
| Classement de l'étape | Classement de l'étape  | Classement de l'étape | Classement de l'étape        | Classement de l'étape |
|                       | Coureur                | Pays                  | Équipe                       | Temps                 |
| --------------------- | ---------------------- | --------------------- | ---------------------------- | --------------------- |
| 1er                   | Stanislau Bazhkou      | Biélorussie           | Minsk CC                     | en 4 h 4 min 30 s     |
| 2e                    | Abderrahmane Mansouri  | Algérie               | Équipe nationale d'Algérie   | m.t                   |
| 3e                    | Eduard Vorganov        | Russie                | Minsk CC                     | m.t                   |
| 4e                    | Thomas Voeckler        | France                | Direct Énergie               | m.t                   |
| 5e                    | Simon Musie            | Érythrée              | Équipe nationale d'Érythrée  | m.t                   |
| 6e                    | Martin Laas            | Estonie               | Delko-Marseille Provence-KTM | + 4 s                 |
| 7e                    | Salim Kipkemboi        | Kenya                 | Bike Aid                     | + 12 s                |
| 8e                    | Mikel Aristi           | Espagne               | Delko-Marseille Provence-KTM | + 14 s                |
| 9e                    | Asbjørn Kragh Andersen | Danemark              | Delko-Marseille Provence-KTM | + 14 s                |
| 10e                   | Meron Teshome          | Érythrée              | Bike Aid                     | + 14 s                |
| modifier              |                        |                       |                              |                       |

| Classement général | Classement général    | Classement général | Classement général           | Classement général |
|                    | Coureur               | Pays               | Équipe                       | Temps              |
| ------------------ | --------------------- | ------------------ | ---------------------------- | ------------------ |
| 1er                | Stanislau Bazhkou     | Biélorussie        | Minsk CC                     | en 10 h 6 min 42 s |
| 2e                 | Mikel Aristi          | Espagne            | Delko-Marseille Provence-KTM | + 16 s             |
| 3e                 | Tony Hurel            | France             | Direct Énergie               | + 17 s             |
| 4e                 | Thomas Voeckler       | France             | Direct Énergie               | + 18 s             |
| 5e                 | Abderrahmane Mansouri | Algérie            | Équipe nationale d'Algérie   | + 19 s             |
| 6e                 | Islam Mansouri        | Algérie            | Équipe nationale d'Algérie   | + 25 s             |
| 7e                 | Yohann Gène           | France             | Direct Énergie               | + 30 s             |
| 8e                 | Timothy Rugg          | États-Unis         | Bike Aid                     | + 30 s             |
| 9e                 | Salim Kipkemboi       | Kenya              | Bike Aid                     | + 31 s             |
| 10e                | Nikodemus Holler      | Allemagne          | Bike Aid                     | + 32 s             |
| modifier           |                       |                    |                              |                    |

### 4eétape
L'étape a été annulée à la suite d'un incident technique touchant l'un des avions devant assurer le transfert des coureurs sur la ligne de départ de cette 4e étape.

### 5eétape
| Classement de l'étape | Classement de l'étape | Classement de l'étape | Classement de l'étape             | Classement de l'étape |
|                       | Coureur               | Pays                  | Équipe                            | Temps                 |
| --------------------- | --------------------- | --------------------- | --------------------------------- | --------------------- |
| 1er                   | Yohann Gène           | France                | Direct Énergie                    | en 3 h 13 min 38 s    |
| 2e                    | Mounir Makhchoun      | Maroc                 | Équipe nationale du Maroc         | m.t                   |
| 3e                    | Meron Teshome         | Érythrée              | Bike Aid                          | m.t                   |
| 4e                    | Soufiane Sahbaoui     | Maroc                 | Équipe nationale du Maroc         | m.t                   |
| 5e                    | Issiaka Cissé         | Côte d'Ivoire         | Équipe nationale de Côte d'Ivoire | m.t                   |
| 6e                    | Salaheddine Mraouni   | Maroc                 | Équipe nationale du Maroc         | m.t                   |
| 7e                    | Tesfom Okubamariam    | Érythrée              | Interpro Academy                  | m.t                   |
| 8e                    | Yauhen Sobal          | Biélorussie           | Minsk CC                          | m.t                   |
| 9e                    | Daniel Díaz           | Argentine             | Delko-Marseille Provence-KTM      | m.t                   |
| 10e                   | Meron Teshome         | Érythrée              | Équipe nationale d'Érythrée       | m.t                   |
| modifier              |                       |                       |                                   |                       |

| Classement général | Classement général      | Classement général | Classement général                | Classement général  |
|                    | Coureur                 | Pays               | Équipe                            | Temps               |
| ------------------ | ----------------------- | ------------------ | --------------------------------- | ------------------- |
| 1er                | Yohann Gène             | France             | Direct Énergie                    | en 13 h 20 min 36 s |
| 2e                 | Tesfom Okubamariam      | Érythrée           | Interpro Academy                  | + 16 s              |
| 3e                 | Nikodemus Holler        | Allemagne          | Bike Aid                          | + 16 s              |
| 4e                 | Salaheddine Mraouni     | Maroc              | Équipe nationale du Maroc         | + 16 s              |
| 5e                 | Soufiane Sahbaoui       | Maroc              | Équipe nationale du Maroc         | + 17 s              |
| 6e                 | Bonaventure Uwizeyimana | Rwanda             | Équipe nationale du Rwanda        | + 17 s              |
| 7e                 | Meron Teshome           | Érythrée           | Bike Aid                          | + 22 s              |
| 8e                 | Awet Habtom             | Érythrée           | Équipe nationale d'Érythrée       | + 30 s              |
| 9e                 | Issiaka Cissé           | Côte d'Ivoire      | Équipe nationale de Côte d'Ivoire | + 33 s              |
| 10e                | Alexandre Pichot        | France             | Direct Énergie                    | + 49 s              |
| modifier           |                         |                    |                                   |                     |

### 6eétape
| Classement de l'étape | Classement de l'étape | Classement de l'étape | Classement de l'étape        | Classement de l'étape |
|                       | Coureur               | Pays                  | Équipe                       | Temps                 |
| --------------------- | --------------------- | --------------------- | ---------------------------- | --------------------- |
| 1er                   | Oleksandr Golovash    | Ukraine               | Minsk CC                     | en 3 h 9 min 12 s     |
| 2e                    | Zemenfes Solomon      | Érythrée              | Équipe nationale d'Érythrée  | + 28 s                |
| 3e                    | Abderrahmane Mansouri | Algérie               | Équipe nationale d'Algérie   | + 1 min 19 s          |
| 4e                    | Siarhei Papok         | Biélorussie           | Minsk CC                     | + 1 min 25 s          |
| 5e                    | Martin Laas           | Estonie               | Delko-Marseille Provence-KTM | + 1 min 25 s          |
| 6e                    | Yohann Gène           | France                | Direct Énergie               | + 1 min 25 s          |
| 7e                    | Yuto Yoshida          | Japon                 | Interpro Academy             | + 1 min 25 s          |
| 8e                    | Meron Teshome         | Érythrée              | Bike Aid                     | + 1 min 25 s          |
| 9e                    | Stanislau Bazhkou     | Biélorussie           | Minsk CC                     | + 1 min 25 s          |
| 10e                   | Nikodemus Holler      | Allemagne             | Bike Aid                     | + 1 min 25 s          |
| modifier              |                       |                       |                              |                       |

| Classement général | Classement général      | Classement général | Classement général                | Classement général  |
|                    | Coureur                 | Pays               | Équipe                            | Temps               |
| ------------------ | ----------------------- | ------------------ | --------------------------------- | ------------------- |
| 1er                | Yohann Gène             | France             | Direct Énergie                    | en 16 h 31 min 13 s |
| 2e                 | Tesfom Okubamariam      | Érythrée           | Interpro Academy                  | + 16 s              |
| 3e                 | Nikodemus Holler        | Allemagne          | Bike Aid                          | + 16 s              |
| 4e                 | Salaheddine Mraouni     | Maroc              | Équipe nationale du Maroc         | + 16 s              |
| 5e                 | Soufiane Sahbaoui       | Maroc              | Équipe nationale du Maroc         | + 17 s              |
| 6e                 | Bonaventure Uwizeyimana | Rwanda             | Équipe nationale du Rwanda        | + 17 s              |
| 7e                 | Meron Teshome           | Érythrée           | Bike Aid                          | + 22 s              |
| 8e                 | Awet Habtom             | Érythrée           | Équipe nationale d'Érythrée       | + 30 s              |
| 9e                 | Issiaka Cissé           | Côte d'Ivoire      | Équipe nationale de Côte d'Ivoire | + 33 s              |
| 10e                | Alexandre Pichot        | France             | Direct Énergie                    | + 49 s              |
| modifier           |                         |                    |                                   |                     |

### 7eétape
| Classement de l'étape | Classement de l'étape    | Classement de l'étape | Classement de l'étape        | Classement de l'étape |
|                       | Coureur                  | Pays                  | Équipe                       | Temps                 |
| --------------------- | ------------------------ | --------------------- | ---------------------------- | --------------------- |
| 1er                   | Meron Abraham            | Érythrée              | Équipe nationale d'Érythrée  | en 3 h 10 min 5 s     |
| 2e                    | Asbjørn Kragh Andersen   | Danemark              | Delko-Marseille Provence-KTM | m.t                   |
| 3e                    | Stanislau Bazhkou        | Biélorussie           | Minsk CC                     | m.t                   |
| 4e                    | Islam Mansouri           | Algérie               | Équipe nationale d'Algérie   | + 3 s                 |
| 5e                    | Jean Paul René Ukiniwabo | Rwanda                | Équipe nationale du Rwanda   | + 3 s                 |
| 6e                    | Simon Musie              | Érythrée              | Équipe nationale d'Érythrée  | + 3 s                 |
| 7e                    | Siarhei Papok            | Biélorussie           | Minsk CC                     | + 3 s                 |
| 8e                    | Mikel Aristi             | Espagne               | Delko-Marseille Provence-KTM | + 3 s                 |
| 9e                    | Martin Laas              | Estonie               | Delko-Marseille Provence-KTM | + 3 s                 |
| 10e                   | Tesfom Okubamariam       | Érythrée              | Interpro Academy             | + 3 s                 |
| modifier              |                          |                       |                              |                       |

## Classements finals

### Classement général final
| Classement général | Classement général      | Classement général | Classement général                | Classement général  |
|                    | Coureur                 | Pays               | Équipe                            | Temps               |
| ------------------ | ----------------------- | ------------------ | --------------------------------- | ------------------- |
| 1er                | Yohann Gène             | France             | Direct Énergie                    | en 19 h 41 min 21 s |
| 2e                 | Tesfom Okubamariam      | Érythrée           | Interpro Academy                  | + 16 s              |
| 3e                 | Nikodemus Holler        | Allemagne          | Bike Aid                          | + 16 s              |
| 4e                 | Salaheddine Mraouni     | Maroc              | Équipe nationale du Maroc         | + 16 s              |
| 5e                 | Soufiane Sahbaoui       | Maroc              | Équipe nationale du Maroc         | + 17 s              |
| 6e                 | Bonaventure Uwizeyimana | Rwanda             | Équipe nationale du Rwanda        | + 17 s              |
| 7e                 | Meron Teshome           | Érythrée           | Bike Aid                          | + 22 s              |
| 8e                 | Awet Habtom             | Érythrée           | Équipe nationale d'Érythrée       | + 30 s              |
| 9e                 | Issiaka Cissé           | Côte d'Ivoire      | Équipe nationale de Côte d'Ivoire | + 33 s              |
| 10e                | Alexandre Pichot        | France             | Direct Énergie                    | + 49 s              |
| modifier           |                         |                    |                                   |                     |

### Classements annexes
| Classement par points | Classement par points | Classement par points | Classement par points        | Classement par points |
| --------------------- | --------------------- | --------------------- | ---------------------------- | --------------------- |
|                       | Coureur               | Pays                  | Équipe                       | Point(s)              |
| 1er                   | Stanislau Bazhkou     | Biélorussie           | Minsk CC                     | 118 points            |
| 2e                    | Mikel Aristi          | Espagne               | Delko-Marseille Provence-KTM | 101 pts               |
| 3e                    | Siarhei Papok         | Biélorussie           | Minsk CC                     | 91 pts                |
| modifier              |                       |                       |                              |                       |

| Classement de la montagne | Classement de la montagne | Classement de la montagne | Classement de la montagne   | Classement de la montagne |
| ------------------------- | ------------------------- | ------------------------- | --------------------------- | ------------------------- |
|                           | Coureur                   | Pays                      | Équipe                      | Point(s)                  |
| 1er                       | Awet Habtom               | Érythrée                  | Équipe nationale d'Érythrée | 33 points                 |
| 2e                        | Zemenfes Solomon          | Érythrée                  | Équipe nationale d'Érythrée | 26 pts                    |
| 3e                        | Azzedine Lagab            | Algérie                   | Équipe nationale d’Algérie  | 15 pts                    |
| modifier                  |                           |                           |                             |                           |

| Classement des points chauds | Classement des points chauds | Classement des points chauds | Classement des points chauds | Classement des points chauds |
| ---------------------------- | ---------------------------- | ---------------------------- | ---------------------------- | ---------------------------- |
|                              | Coureur                      | Pays                         | Équipe                       | Point(s)                     |
| 1er                          | Essaïd Abelouache            | Maroc                        | Équipe nationale du Maroc    | 10 points                    |
| 2e                           | Meron Teshome                | Érythrée                     | Bike Aid                     | 9 pts                        |
| 3e                           | Eduard Vorganov              | Russie                       | Minsk CC                     | 9 pts                        |
| modifier                     |                              |                              |                              |                              |

| Classement du meilleur jeune | Classement du meilleur jeune | Classement du meilleur jeune | Classement du meilleur jeune | Classement du meilleur jeune |
|                              | Coureur                      | Pays                         | Équipe                       | Temps                        |
| ---------------------------- | ---------------------------- | ---------------------------- | ---------------------------- | ---------------------------- |
| 1er                          | Soufiane Sahbaoui            | Maroc                        | Équipe nationale du Maroc    | en 19 h 41 min 38 s          |
| 2e                           | Awet Habtom                  | Érythrée                     | Équipe nationale d’Érythrée  | + 13 s                       |
| 3e                           | Zemenfes Solomon             | Érythrée                     | Équipe nationale d’Érythrée  | + 8 min 17 s                 |
| modifier                     |                              |                              |                              |                              |

| Classement de la combativité[réf. nécessaire] | Classement de la combativité[réf. nécessaire] | Classement de la combativité[réf. nécessaire] | Classement de la combativité[réf. nécessaire] | Classement de la combativité[réf. nécessaire] |
| --------------------------------------------- | --------------------------------------------- | --------------------------------------------- | --------------------------------------------- | --------------------------------------------- |
|                                               | Coureur                                       | Pays                                          | Équipe                                        | Point(s)                                      |
| 1er                                           | Awet Habtom                                   | Érythrée                                      | Équipe nationale d'Érythrée                   |                                               |
| modifier                                      |                                               |                                               |                                               |                                               |

| Classement du meilleur coureur africain d'équipe nationale[réf. nécessaire] | Classement du meilleur coureur africain d'équipe nationale[réf. nécessaire] | Classement du meilleur coureur africain d'équipe nationale[réf. nécessaire] | Classement du meilleur coureur africain d'équipe nationale[réf. nécessaire] | Classement du meilleur coureur africain d'équipe nationale[réf. nécessaire] |
|                                                                             | Coureur                                                                     | Pays                                                                        | Équipe                                                                      | Temps                                                                       |
| --------------------------------------------------------------------------- | --------------------------------------------------------------------------- | --------------------------------------------------------------------------- | --------------------------------------------------------------------------- | --------------------------------------------------------------------------- |
| 1er                                                                         | Salaheddine Mraouni                                                         | Maroc                                                                       | Équipe nationale du Maroc                                                   | en 19 h 41 min 37 s                                                         |
| 2e                                                                          | Soufiane Sahbaoui                                                           | Maroc                                                                       | Équipe nationale du Maroc                                                   | + 1 s                                                                       |
| 3e                                                                          | Bonaventure Uwizeyimana                                                     | Rwanda                                                                      | Équipe nationale du Rwanda                                                  | + 1 s                                                                       |
| modifier                                                                    |                                                                             |                                                                             |                                                                             |                                                                             |

| L'équipe gabonaise n'a pas pris le départ de l'épreuve. | \| Classement par équipes[32] \| Classement par équipes[32] \| Classement par équipes[32] \| Classement par équipes[32] \| \| \| Équipe \| Pays \| Temps \| \| -------------------------- \| -------------------------- \| -------------------------- \| -------------------------- \| \| 1re \| Équipe nationale du Maroc \| Maroc \| en 59 h 5 \| \| 2e \| Bike Aid \| Allemagne \| + 9 min 5 s \| \| 3e \| Direct Énergie \| France \| + 9 min 18 s \| \| modifier \| \| \| \| |           |              |
| Classement par équipes                                  | |           |              |
|                                                         | Équipe | Pays      | Temps        |
| 1re                                                     | Équipe nationale du Maroc | Maroc     | en 59 h 5    |
| 2e                                                      | Bike Aid | Allemagne | + 9 min 5 s  |
| 3e                                                      | Direct Énergie | France    | + 9 min 18 s |
| modifier                                                | |           |              |

| \| Classement par équipes africaines[32] \| Classement par équipes africaines[32] \| Classement par équipes africaines[32] \| Classement par équipes africaines[32] \| \| \| Équipe \| Pays \| Temps \| \| ------------------------------------- \| ------------------------------------- \| ------------------------------------- \| ------------------------------------- \| \| 1re \| Équipe nationale du Maroc \| Maroc \| en 59 h 5 \| \| 2e \| Équipe nationale d’Érythrée \| Érythrée \| + 17 min 34 s \| \| 3e \| Équipe nationale du Rwanda \| Rwanda \| + 19 min 16 s \| \| modifier \| \| \| \| |                             |          |               |
| Classement par équipes africaines |                             |          |               |
| | Équipe                      | Pays     | Temps         |
| 1re | Équipe nationale du Maroc   | Maroc    | en 59 h 5     |
| 2e | Équipe nationale d’Érythrée | Érythrée | + 17 min 34 s |
| 3e | Équipe nationale du Rwanda  | Rwanda   | + 19 min 16 s |
| modifier |                             |          |               |

### UCI Africa Tour
Cette Tropicale Amissa Bongo attribue des points pour l'UCI Africa Tour 2017. De plus la course donne le même nombre de points individuellement à tous les coureurs pour le Classement mondial UCI 2017.
| Position,          | 1er | 2e | 3e | 4e | 5e | 6e | 7e | 8e | 9e | 10e | 11e | 12e | 13e à 15e | 16e à 25e |
| Classement général | 125 | 85 | 70 | 60 | 50 | 40 | 35 | 30 | 25 | 20  | 15  | 10  | 5         | 3         |
| Par étape          | 14  | 5  | 3  |    |    |    |    |    |    |     |     |     |           |           |
| Leader, par étape  | 3   |    |    |    |    |    |    |    |    |     |     |     |           |           |

## Liste des participants
| Légende                                | Légende                                                                                         | Légende                                | Légende                                                                                                  |
| -------------------------------------- | ----------------------------------------------------------------------------------------------- | -------------------------------------- | --- |
| Num                                    | Dossard de départ porté par le coureur sur cette Tropicale Amissa Bongo                         | Pos                                    | Position finale au classement général                                                                    |
| Leader du classement général           | Indique le vainqueur du classement général                                                      | Leader du classement par points        | Indique le vainqueur du classement par points                                                            |
| Leader du classement de la montagne    | Indique le vainqueur du classement de la montagne                                               | Leader du classement des points chauds | Indique le vainqueur du classement des points chauds                                                     |
| Leader du classement du meilleur jeune | Indique le vainqueur du classement du meilleur jeune                                            |                                        | Indique un maillot de champion national ou mondial, suivi de sa spécialité                               |
| #                                      | Indique la meilleure équipe                                                                     | NP                                     | Indique un coureur qui n'a pas pris le départ d'une étape, suivi du numéro de l'étape où il s'est retiré |
| AB                                     | Indique un coureur qui n'a pas terminé une étape, suivi du numéro de l'étape où il s'est retiré | HD                                     | Indique un coureur qui a terminé une étape hors des délais, suivi du numéro de l'étape                   |
| DSQ                                    | Indique un coureur qui a été disqualifié de la course, suivi du numéro de l'étape               | *                                      | Indique un coureur en lice pour le classement du meilleur jeune (coureurs nés après le 1er janvier 1994) |

| Direct Énergie DEN  | Direct Énergie DEN     | Direct Énergie DEN |
| ------------------- | ---------------------- | ------------------ |
| Num                 | Coureur                | Pos                |
| 1                   | Thomas Voeckler (FRA)  | 21e                |
| 2                   | Yohann Gène (FRA)      | 1er                |
| 3                   | Tony Hurel (FRA)       | 16e                |
| 4                   | Perrig Quemeneur (FRA) | 43e                |
| 5                   | Bryan Nauleau (FRA)    | 53e                |
| 6                   | Alexandre Pichot (FRA) | 10e                |
| Directeur sportif : |                        |                    |

| Équipe nationale du Gabon GAB | Équipe nationale du Gabon GAB | Équipe nationale du Gabon GAB |
| ----------------------------- | ----------------------------- | ----------------------------- |
| Num                           | Coureur                       | Pos                           |
| 11                            | Cédric Tchouta (GAB)          | NP-1                          |
| 12                            | Geoffroy Ngandamba (GAB)      | NP-1                          |
| 13                            | Franso Raël Ndzaou (GAB)      | NP-1                          |
| 14                            | Paul Junior Maroga (GAB)      | NP-1                          |
| 15                            | Glenn Morvan Moulengui (GAB)  | NP-1                          |
| 16                            | Ephrem Ekobena (GAB)          | NP-1                          |
| Directeur sportif :           |                               |                               |

| Interpro Academy IPC | Interpro Academy IPC     | Interpro Academy IPC |
| -------------------- | ------------------------ | -------------------- |
| Num                  | Coureur                  | Pos                  |
| 21                   | Tesfom Okubamariam (ERI) | 2e                   |
| 22                   | Yuto Yoshida (JPN)       | 58e                  |
| 23                   | Takayuki Mizuno (JPN)    | 62e                  |
| 24                   | Julien Amadori (FRA)     | 55e                  |
| 25                   | Damien Garcia (FRA)      | 41e                  |
| 26                   | Tom Bossis (FRA)         | 59e                  |
| Directeur sportif :  |                          |                      |

| Équipe nationale d'Érythrée ERI | Équipe nationale d'Érythrée ERI | Équipe nationale d'Érythrée ERI |
| ------------------------------- | ------------------------------- | ------------------------------- |
| Num                             | Coureur                         | Pos                             |
| 31                              | Meron Abraham (ERI)             | 18e                             |
| 32                              | Awet Habtom (ERI)               | 8e                              |
| 33                              | Zemenfes Solomon (ERI)          | 13e                             |
| 34                              | Elias Afewerki (ERI)            | 30e                             |
| 35                              | Simon Musie (ERI)               | 31e                             |
| 36                              | Yonatan Haile (ERI)             | 47e                             |
| Directeur sportif :             |                                 |                                 |

| Delko-Marseille Provence-KTM DMP | Delko-Marseille Provence-KTM DMP | Delko-Marseille Provence-KTM DMP |
| -------------------------------- | -------------------------------- | -------------------------------- |
| Num                              | Coureur                          | Pos                              |
| 41                               | Asbjørn Kragh Andersen (DEN)     | 19e                              |
| 42                               | Mikel Aristi (ESP)               | 17e                              |
| 43                               | Daniel Díaz (ARG)                | 12e                              |
| 44                               | Benjamin Giraud (FRA)            | 46e                              |
| 45                               | Martin Laas (EST)                | 45e                              |
| 46                               | Jhon Anderson Rodríguez (COL)    | 36e                              |
| Directeur sportif :              |                                  |                                  |

| Équipe nationale du Rwanda RWA | Équipe nationale du Rwanda RWA | Équipe nationale du Rwanda RWA |
| ------------------------------ | ------------------------------ | ------------------------------ |
| Num                            | Coureur                        | Pos                            |
| 51                             | Bonaventure Uwizeyimana (RWA)  | 6e                             |
| 52                             | Jérémie Karegeya (RWA)         | 40e                            |
| 53                             | Jean Paul René Ukiniwabo (RWA) | 27e                            |
| 54                             | Alex Nizeyimana (RWA)          | 48e                            |
| 55                             | Samuel Hakiruwizeye (RWA)      | 33e                            |
| 56                             | Eric Nduwayo (RWA)             | 54e                            |
| Directeur sportif :            |                                |                                |

| Minsk CC MCC        | Minsk CC MCC                | Minsk CC MCC |
| ------------------- | --------------------------- | ------------ |
| Num                 | Coureur                     | Pos          |
| 61                  | Stanislau Bazhkou (BLR)     | 14e          |
| 62                  | Oleksandr Golovash (UKR)    | 52e          |
| 63                  | Kanstantin Klimiankou (BLR) | 42e          |
| 64                  | Siarhei Papok (BLR)         | 24e          |
| 65                  | Yauhen Sobal (BLR)          | 11e          |
| 66                  | Eduard Vorganov (RUS)       | 39e          |
| Directeur sportif : |                             |              |

| Équipe nationale du Maroc MAR | Équipe nationale du Maroc MAR | Équipe nationale du Maroc MAR |
| ----------------------------- | ----------------------------- | ----------------------------- |
| Num                           | Coureur                       | Pos                           |
| 71                            | Essaïd Abelouache (MAR)       | 50e                           |
| 72                            | Salah Eddine Mraouni (MAR)    | 4e                            |
| 73                            | Mounir Makhchoun (MAR)        | 44e                           |
| 74                            | Soufiane Sahbaoui (MAR)       | 5e                            |
| 75                            | Lahcen Saber (MAR)            | 25e                           |
| 76                            | Mohsin Annachnach (MAR)       | 29e                           |
| Directeur sportif :           |                               |                               |

| Bike Aid BAI        | Bike Aid BAI            | Bike Aid BAI |
| ------------------- | ----------------------- | ------------ |
| Num                 | Coureur                 | Pos          |
| 81                  | Meron Teshome (ERI)     | 7e           |
| 82                  | Timo Schaffer (GER)     | 57e          |
| 83                  | Nikodemus Holler (GER)  | 3e           |
| 84                  | Timothy Rugg (USA)      | 20e          |
| 85                  | Suleiman Kangangi (KEN) | 38e          |
| 86                  | Salim Kipkemboi (KEN)   | 22e          |
| Directeur sportif : |                         |              |

| Équipe nationale d'Éthiopie ETH | Équipe nationale d'Éthiopie ETH | Équipe nationale d'Éthiopie ETH |
| ------------------------------- | ------------------------------- | ------------------------------- |
| Num                             | Coureur                         | Pos                             |
| 91                              | Temesgen Buru (ETH)             | AB-3                            |
| 92                              | Kibrom Hailay (ETH)             | 34e                             |
| 93                              | Bereket Temalew (ETH)           | 28e                             |
| 94                              | Redwan Ebrahim (ETH)            | 49e                             |
| 95                              | Alem Grmay (ETH)                | 26e                             |
| 96                              | Gebretsadik Alemayo (ETH)       | 51e                             |
| Directeur sportif :             |                                 |                                 |

| Équipe nationale d'Algérie ALG | Équipe nationale d'Algérie ALG | Équipe nationale d'Algérie ALG |
| ------------------------------ | ------------------------------ | ------------------------------ |
| Num                            | Coureur                        | Pos                            |
| 101                            | Azzedine Lagab (ALG)           | 32e                            |
| 102                            | Abdelkader Belmokhtar (ALG)    | AB-7                           |
| 103                            | Abdellah Benyoucef (ALG)       | 37e                            |
| 104                            | Abderrahmane Mansouri (ALG)    | 15e                            |
| 105                            | Abderrahmane Bechlaghem (ALG)  | AB-6                           |
| 106                            | Islam Mansouri (ALG)           | 23e                            |
| Directeur sportif :            |                                |                                |

| Équipe nationale du Burkina Faso BUR | Équipe nationale du Burkina Faso BUR | Équipe nationale du Burkina Faso BUR |
| ------------------------------------ | ------------------------------------ | ------------------------------------ |
| Num                                  | Coureur                              | Pos                                  |
| 111                                  | Mathias Sorgho (BUR)                 | 68e                                  |
| 112                                  | Harouna Ilboudo (BUR)                | AB-1                                 |
| 113                                  | Salif Yerbanga (BUR)                 | 63e                                  |
| 114                                  | Noufou Minoungou (BUR)               | AB-7                                 |
| 115                                  | Aziz Balbone (BUR)                   | AB-2                                 |
| 116                                  | Salfo Bikienga (BUR)                 | AB-6                                 |
| Directeur sportif :                  |                                      |                                      |

| Équipe nationale du Cameroun CMR | Équipe nationale du Cameroun CMR | Équipe nationale du Cameroun CMR |
| -------------------------------- | -------------------------------- | -------------------------------- |
| Num                              | Coureur                          | Pos                              |
| 121                              | Clovis Kamzong (CMR)             | 61e                              |
| 122                              | Ghislain Sikandji (CMR)          | 67e                              |
| 123                              | Michel Tientcheu (CMR)           | 35e                              |
| 124                              | Robert Fosing (CMR)              | 70e                              |
| 125                              | Artuce Tella (CMR)               | 60e                              |
| 126                              | Clovis Guewa (CMR)               | AB-3                             |
| Directeur sportif :              |                                  |                                  |

| Équipe nationale de Côte d'Ivoire CIV | Équipe nationale de Côte d'Ivoire CIV | Équipe nationale de Côte d'Ivoire CIV |
| ------------------------------------- | ------------------------------------- | ------------------------------------- |
| Num                                   | Coureur                               | Pos                                   |
| 131                                   | Issiaka Cissé (CIV)                   | 9e                                    |
| 132                                   | Karamoko Bamba (CIV)                  | 69e                                   |
| 133                                   | Souleymane Traoré (CIV)               | 66e                                   |
| 134                                   | Abou Sanogo (CIV)                     | 64e                                   |
| 135                                   | Amadou Lengani (CIV)                  | 65e                                   |
| 136                                   | Adama Yossi (CIV)                     | NP-2                                  |
| Directeur sportif :                   |                                       |                                       |

| Équipe nationale du Sénégal SEN | Équipe nationale du Sénégal SEN | Équipe nationale du Sénégal SEN |
| ------------------------------- | ------------------------------- | ------------------------------- |
| Num                             | Coureur                         | Pos                             |
| 141                             | Bécaye Traoré (SEN)             | 56e                             |
| 142                             | Moussa Ndiaye (SEN)             | AB-3                            |
| 143                             | Malick Thiam (SEN)              | AB-3                            |
| 144                             | Alioune Mbengue (SEN)           | AB-1                            |
| 145                             | Cheikh Fall (SEN)               | 71e                             |
| 146                             | Sérigne Mbacké Guéye (SEN)      | NP-2                            |
| Directeur sportif :             |                                 |                                 |